# Säärelaht
Säärelaht ist ein See in der Landgemeinde Saaremaa im Kreis Saare auf der größten estnischen Insel Saaremaa. 1,4 Kilometer vom 2,8 Hektar großen See entfernt liegt der Ort Neeme und 450 Meter entfernt die Ostsee. Mit einer maximalen Tiefe von einem Meter ist er sehr seicht.